# Răscolești
Răscolești – wieś w Rumunii, w okręgu Mehedinți, w gminie Izvoru Bârzii. W 2011 roku liczyła 121 mieszkańców.